# Gotowanie na czerwono

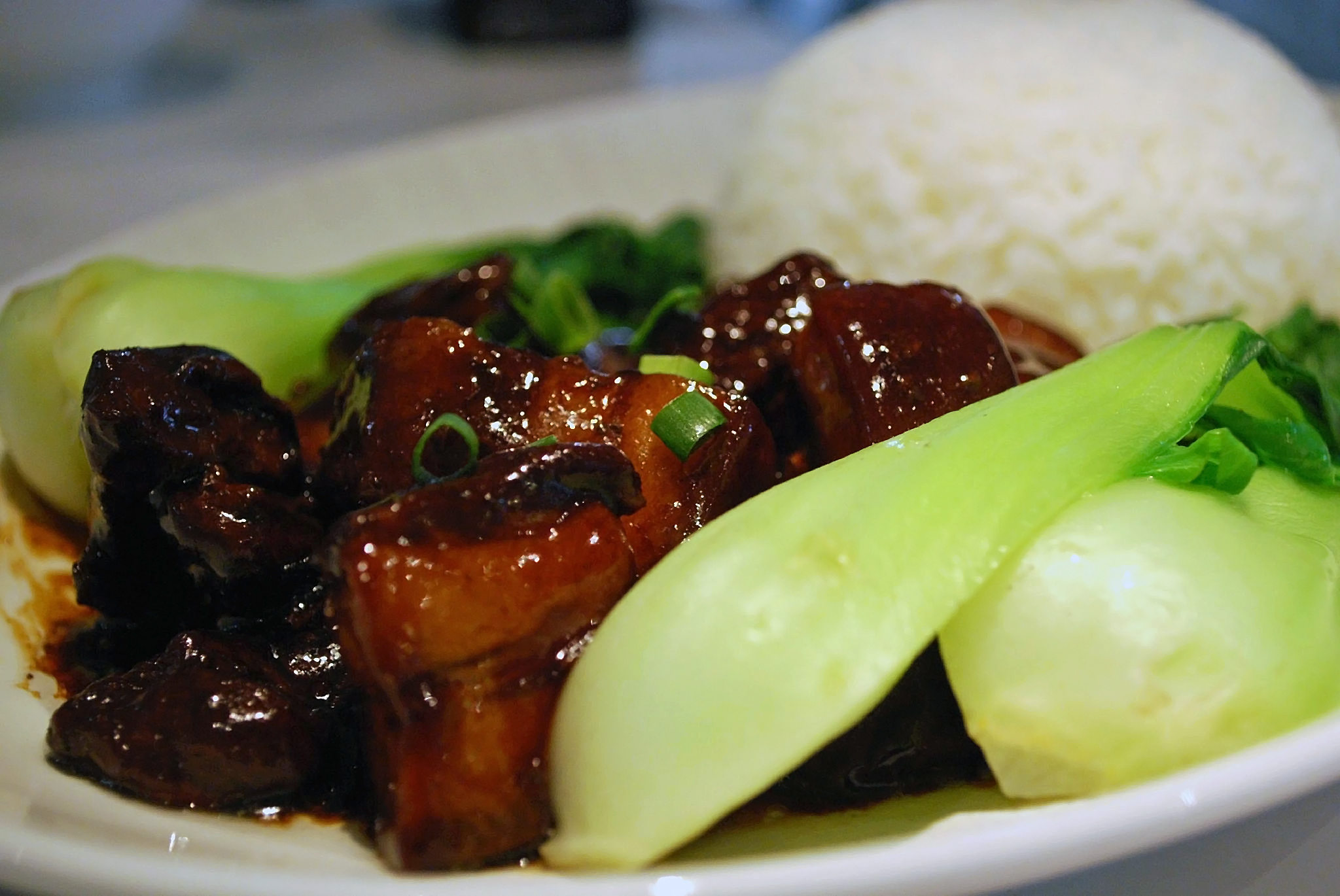
Wieprzowina gotowana na czerwono

Gotowanie na czerwono (chiń. 滷; pinyin lǔ) – sposób gotowania w kuchniach chińskich, stosowany do mięs i warzyw.
Gotowanie odbywa się w sosie sojowym z dodatkami i przyprawami, przy wcześniejszym obsmażeniu warzyw lub mięsa w oleju oraz zalaniu ich na małym ogniu sosem. Dodatkami są: cebula, czosnek, imbir i niewielka ilość cukru. Inny sposób to zalanie produktów wywarem z dodatkiem sosu sojowego – tak przygotowuje się np. kapustę gotowaną na czerwono, zimowe danie kuchni pekińskiej.